# Coreia do Sul nos Jogos Olímpicos de Inverno de 2014
A Coreia do Sul participou dos Jogos Olímpicos de Inverno de 2014, em Sóchi, na Rússia. O país estreou em Olimpíadas de Inverno em 1948 e participa regularmente desde os Jogos de 1956.

## Medalhas
| Atleta                                                          | Esporte                                | Evento                            | Medalha |
| --------------------------------------------------------------- | -------------------------------------- | --------------------------------- | ------- |
| Lee Sang-Hwa                                                    | Patinação de velocidade                | 500 m feminino                    | Ouro    |
| Cho Ha-Ri Kim A-Lang Kong Sang-Jeong Park Seung-Hi Shim Suk-Hee | Patinação de velocidade em pista curta | Revezamento 3000 m feminino       | Ouro    |
| Park Seung-Hi                                                   | Patinação de velocidade em pista curta | 1000 m feminino                   | Ouro    |
| Shim Suk-Hee                                                    | Patinação de velocidade em pista curta | 1500 m feminino                   | Prata   |
| Kim Yu-Na                                                       | Patinação artística                    | Individual feminino               | Prata   |
| Joo Hyong-Jun Kim Cheol-Min Lee Seung-Hoon                      | Patinação de velocidade                | Perseguição por equipes masculino | Prata   |
| Park Seung-Hi                                                   | Patinação de velocidade em pista curta | 500 m feminino                    | Bronze  |
| Shim Suk-Hee                                                    | Patinação de velocidade em pista curta | 1000 m feminino                   | Bronze  |

Legenda
| Recorde mundial      | Recorde mundial (World record)               |                       | Recorde africano                      | Recorde africano (African) |                                           | Q | Classificado por posição (Qualified) |
| Recorde olímpico     | Recorde olímpico (Olympic record)            | Recorde da América    | Recorde da América (Americas)         | q                          | Classificado por melhor tempo (Qualified) |   |                                      |
| Melhor marca do ano  | Melhor marca do ano (World leading)          | Recorde asiático      | Recorde asiático (Asian)              | DNS                        | Não largou (Did not start)                |   |                                      |
| Recorde nacional     | Recorde nacional (National record)           | Recorde europeu       | Recorde europeu (European)            | DNF                        | Não terminou (Did not finish)             |   |                                      |
| Recorde pessoal      | Recorde pessoal do atleta (Personal best)    | Recorde da Oceania    | Recorde da Oceania (Oceania)          | DSQ / DQ                   | Desclassificado (Disqualified)            |   |                                      |
| Recorde da temporada | Recorde da temporada do atleta (Season best) | Recorde sul-americano | Recorde sul-americano (South America) | NM                         | Sem marca (No mark)                       |   |                                      |